# Висота над рівнем моря
Висота́ над рі́внем мо́ря, абсол́ютна висота́, альтиту́да — висота якої-небудь точки над рівнем моря (середнім рівнем поверхні океану), тобто над поверхнею геоїда; відлічується по прямовисній лінії, що проходить через цю точку. Перевищення однієї точки над іншою незалежно від прийнятого нуля називають відносною висотою.
В Україні абсолютну висоту відраховують за Балтійською системою висот від Кронштадтського футштока. Слід мати на увазі, що розташування рівня води в різних океанах і морях різне, тому існують різні системи відліку (в Європі від рівня Середземного моря; у Східній Азії, зокрема і в Росії, — тихоокеанська система висот (на рівні Байкалу розходження понад 0,5 м). Абсолютну висоту точки на поверхні Землі або в шахті одержують за допомогою нівелювання (геометричного, тригонометричного, барометричного), спеціальних вимірювань з використанням супутникових навігаційних систем (GPS), висотного з'єднувального знімання та інших. Абсолютну висоту, виражену числом, називають абсолютною відміткою. Рівневі поверхні, проведені на різних висотах, не паралельні між собою, тому залежно від способу обчислення непаралельності при визначенні висоти точки вирізняють такі абсолютні висоти:
- ортометричні,
- нормальні,
- наближені,
- динамічні, які визначають для розв'язання спеціальних задач.

## Наближена абсолютна висота
Наближена абсолютна висота — відстань від даної точки до середньої рівневої поверхні, визначена без врахування реального гравітаційного поля Землі. На середній рівневій поверхні наближені абсолютні висоти дорівнюють висотам ортометричним і нормальним.